# Palazzo Maffei Casa Museo
Palazzo Maffei Casa Museo è un museo d'arte privato ospitato nell'omonimo palazzo seicentesco di Verona, quinta scenografica dell'antica piazza delle Erbe, un tempo Foro romano cittadino.
L'istituzione è nata su iniziativa dell'imprenditore, Cavaliere del Lavoro e collezionista Luigi Carlon, che con la fondazione da lui istituita (Palazzo Maffei Fondazione Carlon) ha promosso il restauro completo dell'edificio, rendendolo fruibile al pubblico, ed ha esposto, nelle ventinove sale allestite su due piani, oltre 650 opere della sua collezione, formata in oltre cinquant'anni di passione per l'arte.
Il percorso espositivo, curato da Gabriella Belli, storica dell'arte e museologa che in passato è stata fondatrice del MART di Rovereto e Trento e direttrice della Fondazione Musei Civici di Venezia (MUVE) di Venezia, permette di attraversare duemila anni di storia mediante un sapiente allestimento basato su un solido progetto scientifico. Il percorso, infatti, si snoda dai reperti archeologici di epoca greco-romana fino a giungere a opere d'arte contemporanee, proponendo un dialogo costante tra le diverse epoche e le diverse espressioni artistiche: dagli avorii antichi alle sculture lignee, dalle ceramiche rinascimentali ai dipinti, il visitatore si trova immerso in un panorama culturale ricco e variegato.
La galleria presenta opere dei più importanti artisti locali, come Altichiero, Liberale da Verona, Simone Brentana, Nicola Giolfino, Alessandro Turchi, Felice Brusasorzi, e di grandi nomi del XX secolo, quali René Magritte, Max Ernst, Marcel Duchamp, Georges Braque, Pablo Picasso, Umberto Boccioni, Giacomo Balla, Gino Severini, Giorgio de Chirico, Mario Sironi, Giorgio Morandi, Giovanni Boldini, Arturo Martini, Joan Miró, Vasilij Kandinskij, Lucio Fontana, Alberto Burri, Andy Warhol e Marino Marini.

## Storia

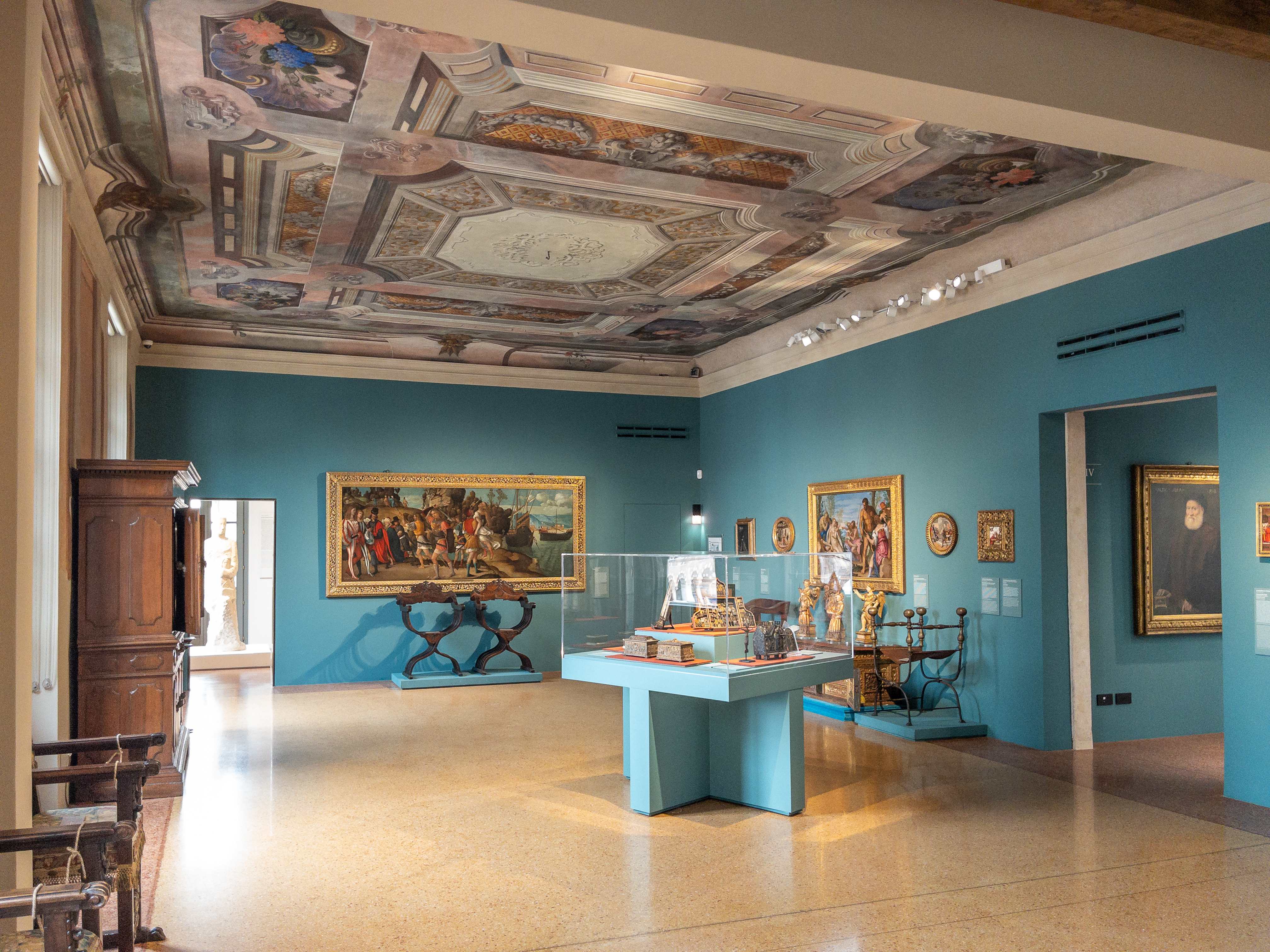
La prima sala del percorso

L'imprenditore veronese Luigi Carlon, animato da una profonda passione per l'arte, ha dedicato cinquant'anni alla creazione di un'ampia collezione di opere di epoche e generi differenti. Questa preziosa raccolta privata è stata trasferita negli ambienti di palazzo Maffei, un importante sito storico trasformato in un suggestivo spazio museale, che dal 14 febbraio 2020 è aperto al pubblico. L'inserimento della collezione all'interno di un contesto architettonico così prestigioso ha richiesto un accurato lavoro di restauro e allestimento. Palazzo Maffei sorge sui resti del Capitolium della Verona romana, all'incrocio tra il cardo e il decumano. Il suo aspetto attuale è tuttavia il risultato di un imponente intervento di ampliamento e ristrutturazione condotto nel XVII secolo per volere dei banchieri Marcantonio e Rolandino Maffei.
L'intervento di restauro e valorizzazione, curato dallo studio di architettura Baldessari e Baldessari, ha permesso di risolvere diverse criticità strutturali e impiantistiche del palazzo, in particolare le dotazioni meccaniche, elettriche e di sicurezza sono state completamente rinnovate. La facciata principale e le corti interne sono stati inoltre sottoposti a un meticoloso restauro delle superfici; nel contempo, durante i lavori nelle sale interne, sono emersi alcuni affreschi databili al XVIII-XIX secolo, oltre a stucchi e decori floreali, coperti sotto strati di tempera bianca. Il progetto ha anche ridefinito l'organizzazione degli spazi interni, creando un percorso espositivo ad anello completamente accessibile e privo di barriere architettoniche. La pavimentazione è stata realizzata con materiali differenti, mentre alle pareti è stata applicata una grande varietà di finiture, in armonia con gli elementi decorativi originali del palazzo. Il concept museografico e il progetto dell'allestimento, che si estende per ventinove sale su due livelli, si connota per una profonda relazione tra le opere e l'impianto decorativo, è frutto del lavoro della storica dell'arte e museologa Gabriella Belli.
Ogni fase di questo progetto è stata pianificata, discussa e approvata da Luigi Carlon. Seguendo con grande attenzione la realizzazione della sua casa museo, ha accolto con favore le proposte di Gabriella Belli e dello studio di architettura, apportando al contempo contributi fondamentali.

## Percorso espositivo

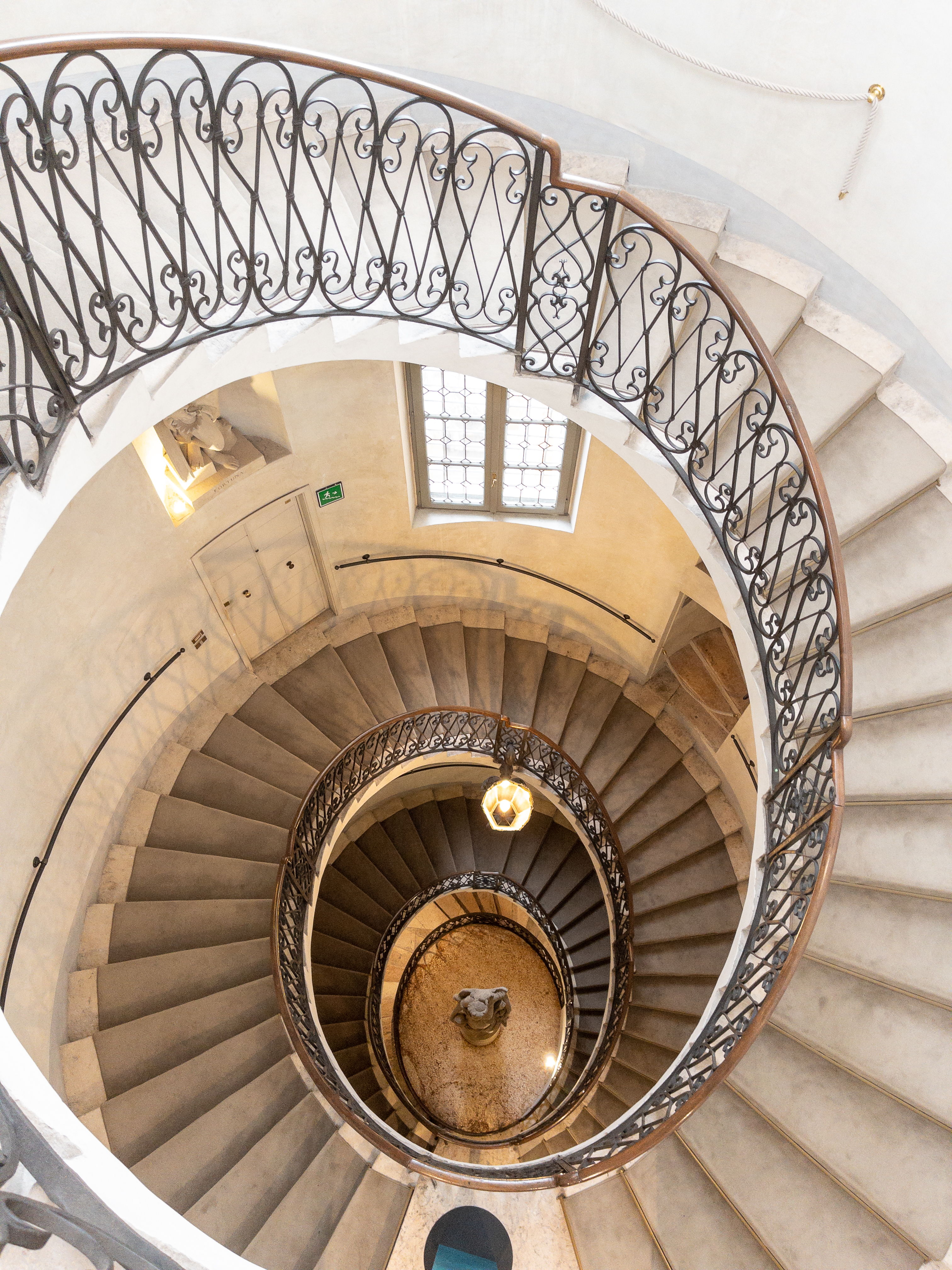
La scala elicoidale che collega i vari piani del palazzo

Nel primo cortile si trova l'ingresso alla casa museo, che conduce alla scenografica scala elicoidale: caratterizzata da statue in pietra e da una grande lanterna terminale, questa scala collega tutti i piani dell'edificio. Gli spazi dedicati alla collezione sono distribuiti su due livelli; il secondo piano ospita inoltre un teatrino, la biblioteca specialistica e spazi per attività collaterali. All'ingresso, presso la biglietteria, si viene accolti dall'installazione site-specific in neon blu di Maurizio Nannucci, intitolata New Horizons for Other Visions/New Visions for Other Horizons.
Le prime tre sale del percorso espositivo si affacciano su piazza Erbe. Nella prima sala, l'uso del colore esalta gli affreschi policromi presenti su soffitto e pareti; qui sculture lignee, disegni antichi e incisioni sono disposti sulle pareti o raccolti in espositori. La seconda sala presenta anch'essa affreschi sulle pareti ed è caratterizzata dall'opera Concetto spaziale. Attese di Lucio Fontana, che dialoga in modo suggestivo con il trittico della Crocifissione del secondo maestro di San Zeno. La terza sala conclude questa sequenza proponendo una riflessione sulla figura materna attraverso le epoche, a partire dalla scultura novecentesca Maternità di Arturo Martini. Il percorso prosegue con un'alternanza di forti impatti emotivi e pause contemplative, che accompagnano il visitatore attraverso un racconto che spazia da rappresentazioni di santi ed eroi alle gesta di battaglie del Seicento, queste ultime affiancate alle rappresentazioni degli orrori della guerra nell'opera materica di Alberto Burri, per poi concludersi con la celebrazione della donna.

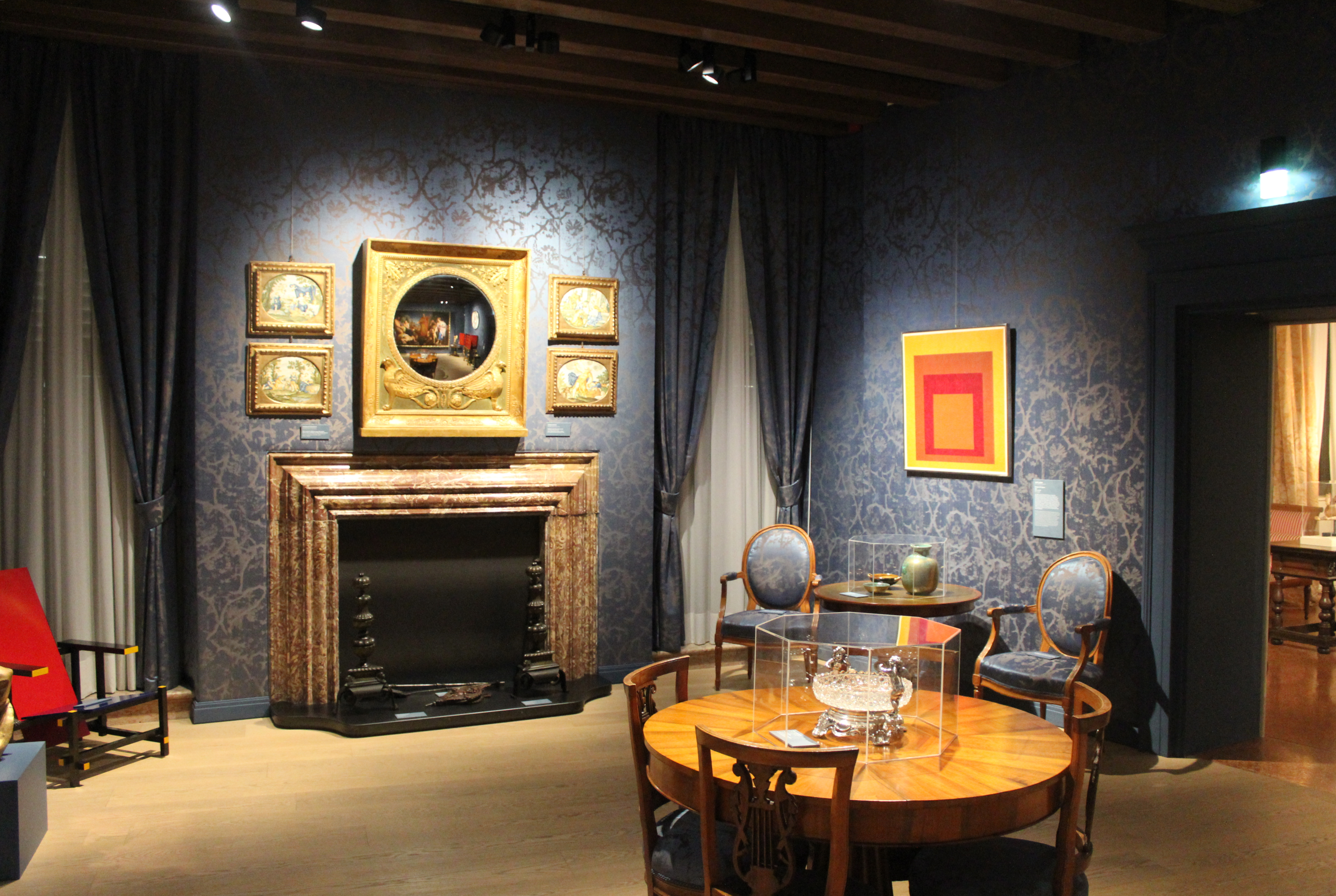
Il Salotto Blu dove, tra le altre opere, si trova la sedia di Rietveld (sulla sinistra dell'immagine)

Le successive tre sale segnano un netto cambio di registro emozionale e cromatico: un blu intenso avvolge lo spazio e invita alla quiete, mentre i dipinti di paesaggi veronesi conducono il visitatore alla riscoperta dell'identità locale. Nel Salotto Blu la tonalità del colore, accostata a un tessuto con disegno dorato, crea un'atmosfera elegante che valorizza capolavori d'arte antica e arredi del XVIII secolo, che si relazionano con opere moderne come la Red and Blue Chair di Gerrit Rietveld del 1917.
Attraversando due ulteriori sale, si giunge a una nuova svolta nel percorso espositivo. La Sala degli Stucchi e la successiva Monachella, piccola saletta che ospita un gruppo di sculture lignee di diverse epoche, sono caratterizzate da una cromia delicata e dall'uso dello stucco con decorazioni in rilievo.
L'arte moderna e contemporanea, già presente in diverse sale precedenti, diventa protagonista a partire dalla dodicesima sala. Qui, l'opera Futurismo rivisitato a colori di Mario Schifano anticipa il salto nella sezione dedicata alle avanguardie. In questo spazio, si incontrano opere di maestri come Boccioni, Balla, Severini, de Chirico, Morandi, Magritte e Picasso, che introducono il visitatore al mondo della metafisica, del surrealismo e del realismo magico. L'ultima sala chiude la narrazione attraverso un ritorno alla quotidianità, con opere quali Il saluto dell'amico lontano di de Chirico e Cloud di Erlich.

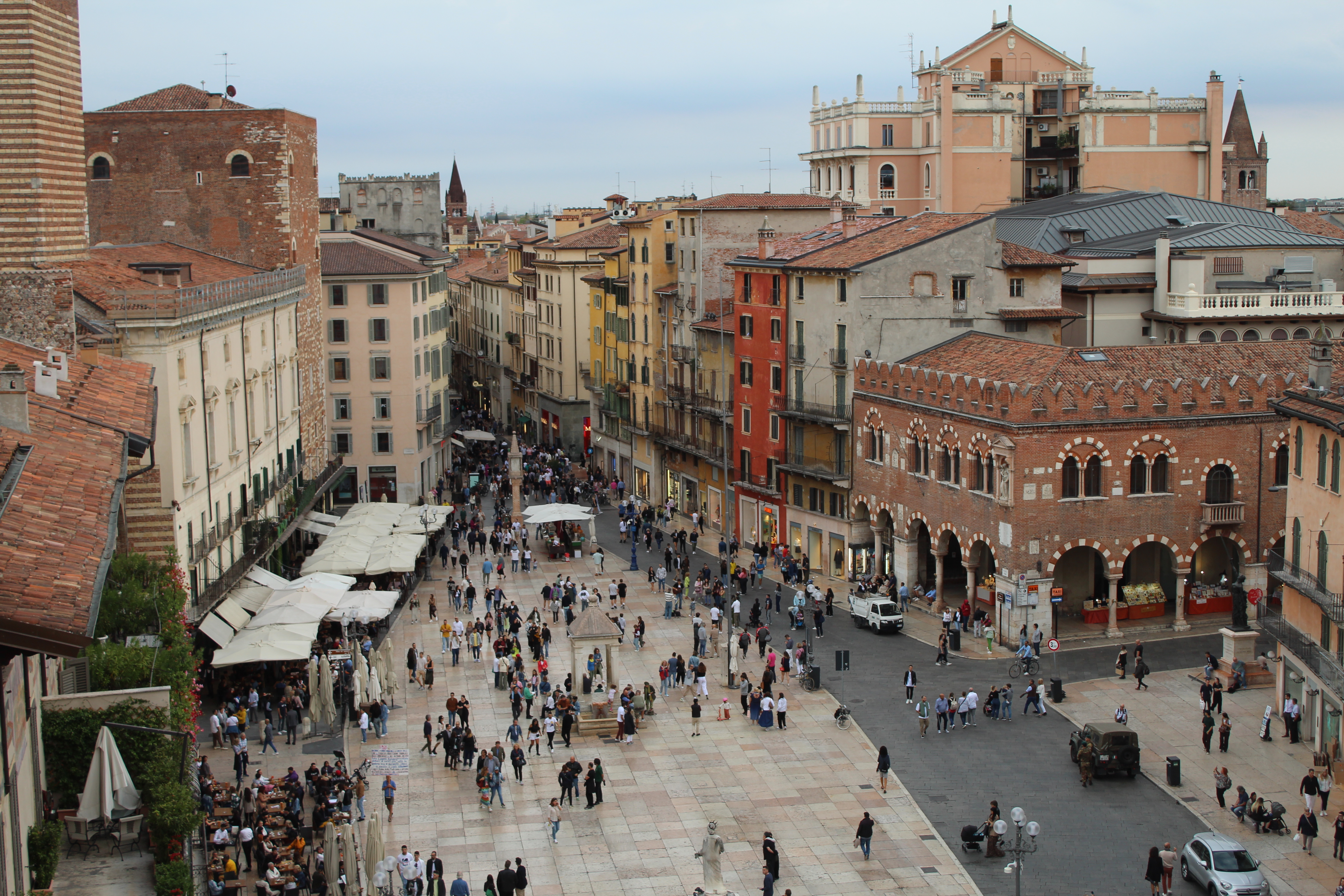
Vista di piazza Erbe dalla terrazza panoramica del palazzo

Al secondo piano del palazzo, ulteriori otto sale espositive si mostrano al visitatore come altrettanti nuclei autonomi, ognuna dedicata a un approfondimento intimo del gusto di Luigi Carlon. Dopo l'antiquarium incentrato sulla Verona romana, in cui si mescolano però opere più recenti quali il Testimone di Mimmo Paladino e i Gladiatori di de Chirico, si trova il gesso dell'Amorino Lubomirski di Antonio Canova. Quest'opera risalta in una sala caratterizzata da affreschi che sono stati reinterpretati, mediante due aforismi sulla natura di Goethe, dall'installazione Over Nature di Chiara Dynys. Il percorso prosegue poi con alcune vedute di Verona e dipinti mitologici, che si confrontano sempre con opere contemporanee. Attraversata la sala che ospita una grande scultura di Fausto Melotti e i lavori di Piero Manzoni, Lucio Fontana, Alberto Burri ed Enrico Castellani, il percorso raggiunge l'apice con la scultura Tempo globale di Eliseo Mattiacci e il Lotus Maffei dell'artista olandese Daan Roosegaarde.
Al piano superiore, accanto al percorso espositivo, Palazzo Maffei Casa Museo dispone anche di un Teatrino che si affaccia su piazza Erbe, nel quale si tengono incontri con artisti, presentazioni di libri e film e laboratori.